# Selenocosmia dichromata
Selenocosmia dichromata là một loài nhện trong họ Theraphosidae.
Loài này thuộc chi Selenocosmia. Selenocosmia dichromata được miêu tả năm 1992 bởi Joachim Schmidt & von Wirth.